# Tabuik
Tabuik est une fête indonésienne commémorant l'Achoura, le décès de l'imam Hussein, petit-fils de Mahomet. Il s’agit de la commémoration du massacre de l'imam Hussein (fils d'Ali ibn Abi Talib et de Fatima Zahra) et 72 membres de sa famille et partisans par le califat omeyyade lors de la bataille de Kerbala en 680. Cette commémoration est réalisée par le peuple Minangkabau dans la région côtière de Sumatra occidental, notamment dans la kota de Pariaman. Cette tradition a lieu chaque année dans le Pamarian depuis 1831 ; elle a été apportée par des soldats musulmans cipayes originaires de l'Inde, peu après que le Royaume-Uni transfère aux Pays-Bas l'administration de la côte de Sumatra.
Ce festival inclut une nouvelle présentation de la bataille de Kerbala et des tambours de tassa et de dhol. Tabuik est le terme utilisé pour désigner la civière portée lors de la procession de la cérémonie. Même si c'était à l’origine une cérémonie chiite, la plus grande population se trouve dans le Pariaman et d'autres régions qui organisent des cérémonies similaires, principalement des sunnites. À Bengkulu, on la retrouve également connu sous le nom de Tabot.

## Galerie de photos

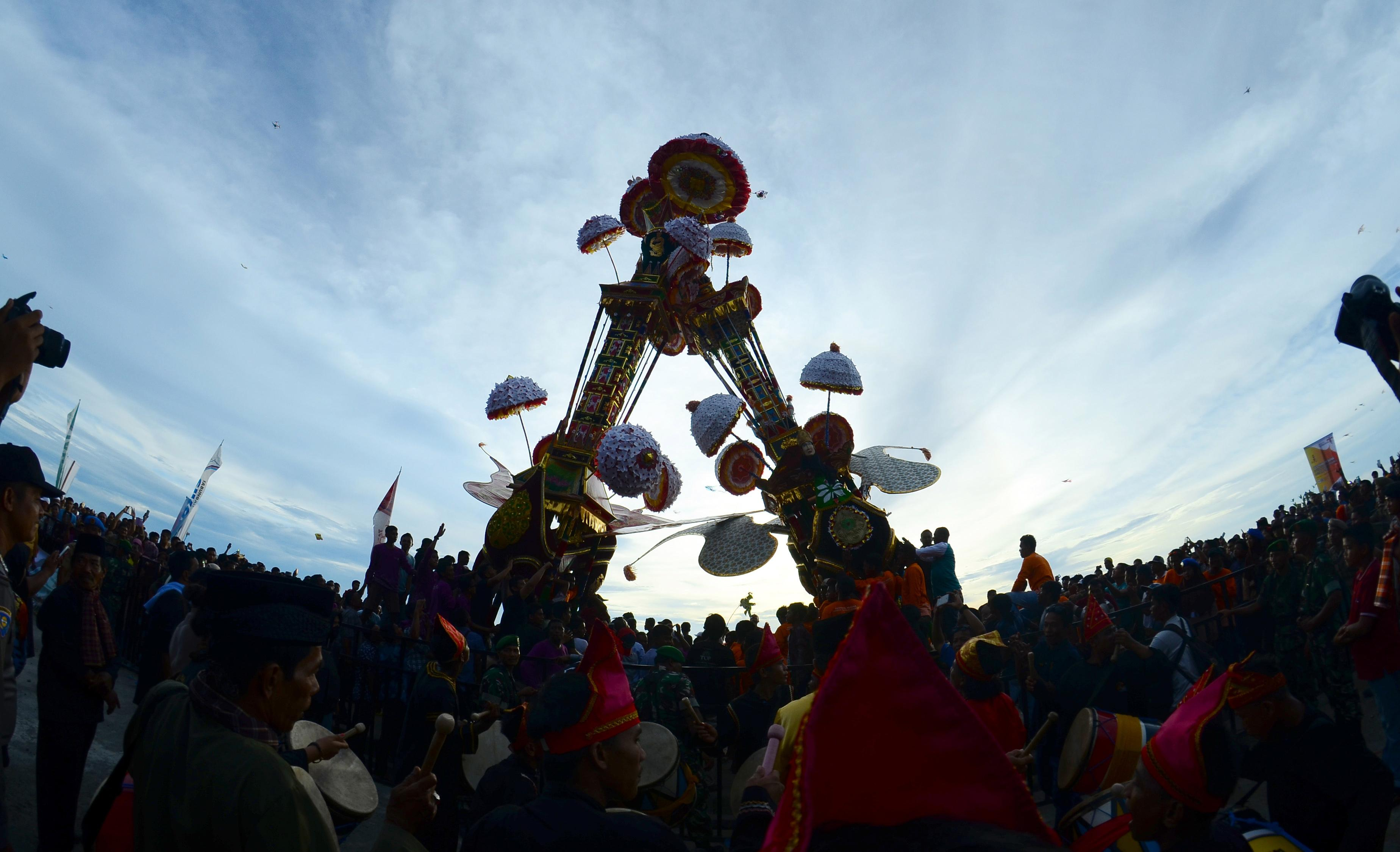
2018
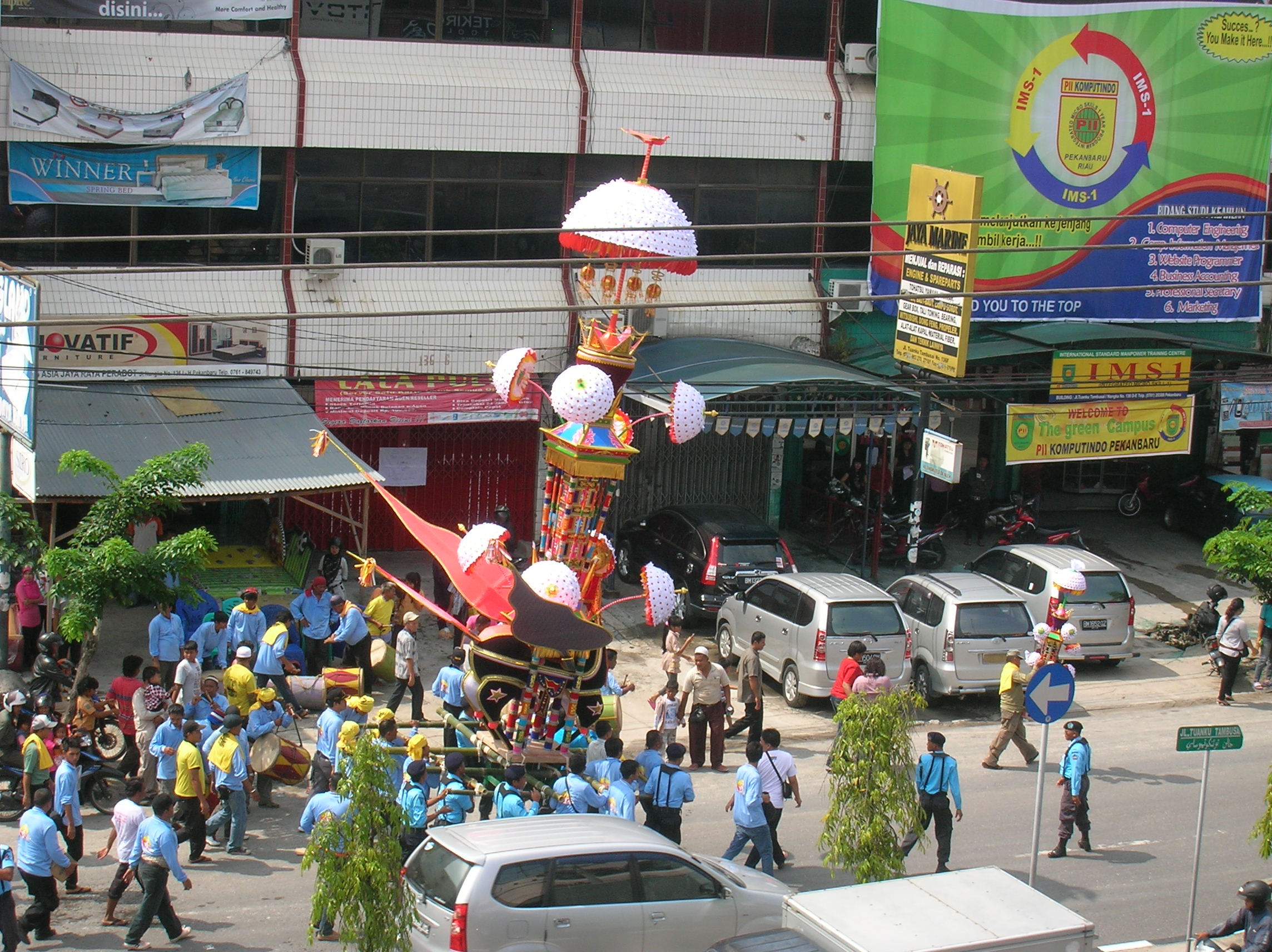
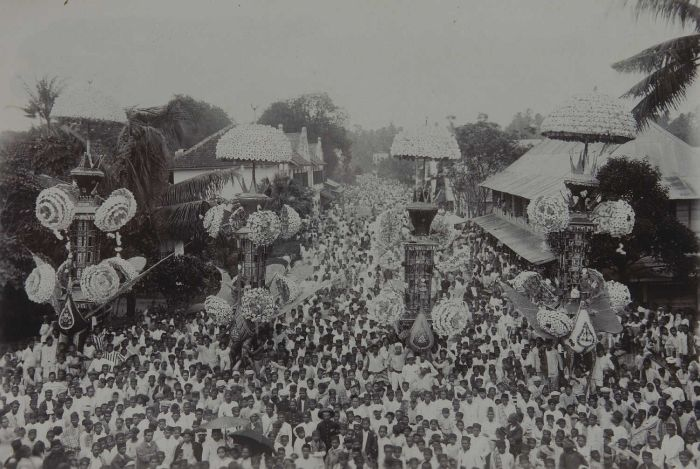
1915 ou 1935
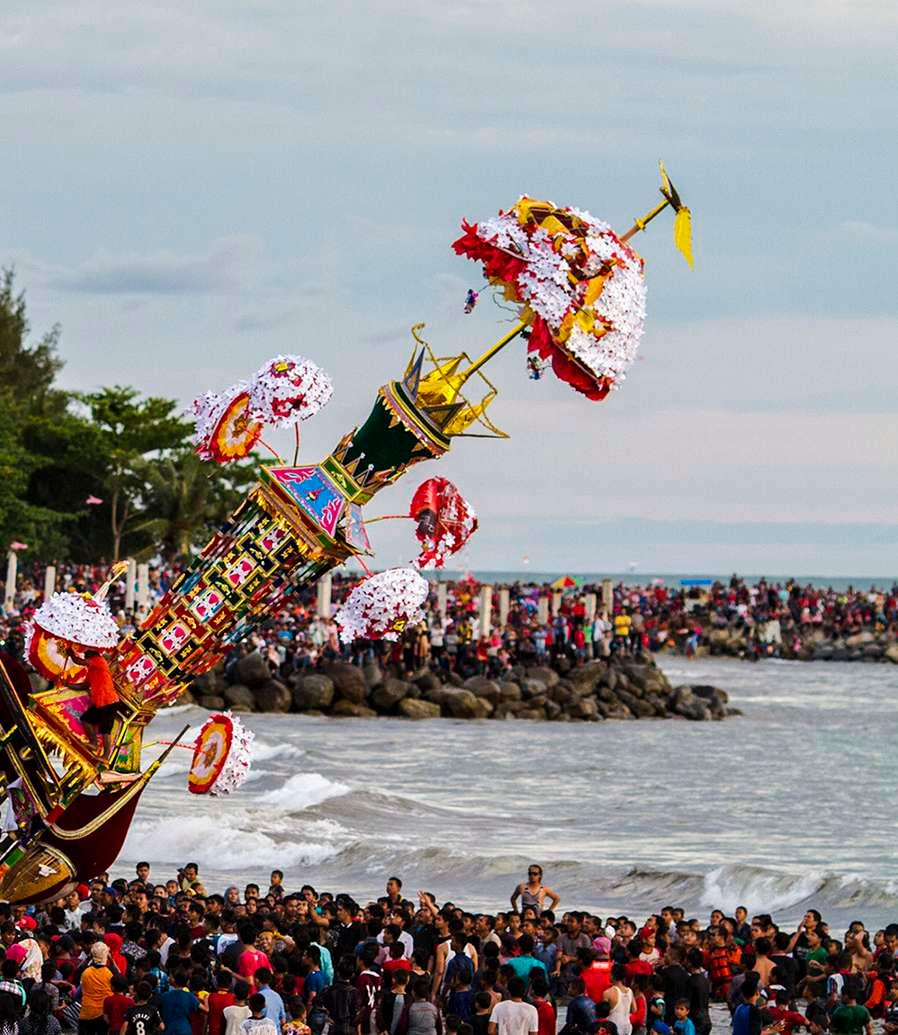